# 27-ма мотострілецька дивізія (РФ)
27-ма гвардійська Червоного прапора Омсько-Новобузька ордена Богдана Хмельницького мотострілецька дивізія  (27 МСД, в/ч 12128) — механізоване формування Збройних сил Російської Федерації Центрального військового округу у складі 2-ї гвардійської загальновійськової армії. Дислокується у смт Тоцький, Оренбурзька область.

## Історія
27-ма гвардійська мотострілецька дивізія 8-ї гвардійської загальновійськової армії в квітні 1993 року була виведена з території Німеччини в Приволзький військовий округ (с. Тоцьке). Була передислокована на місце розформованої 213-ї мотострілецької дивізії. Основа дивізії формувалась х різних бойових частин.
Військовослужбовці 27-ї мотострілецької дивізії виконували «миротворчі завдання» у Придністров'ї, у зонах Грузино-південноосетинського конфлікту, Грузино-абхазького конфлікту та у Другій чеченській війні. 12 із них присвоєно звання Героя Російської Федерації.

### Війна на сході України

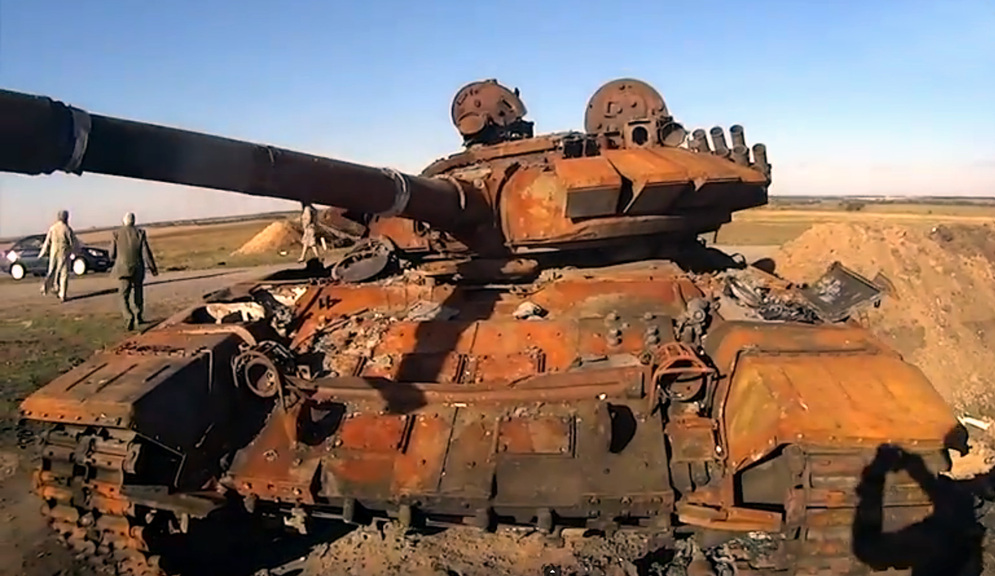
Т-72БА бригади під Олександрівкою

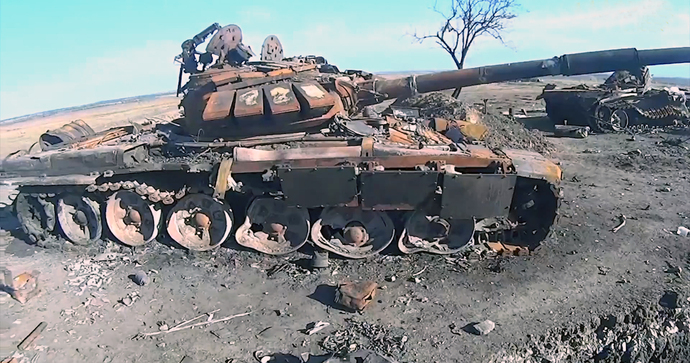
Згорілі танки бригади під Олександрівкою

Відкриті джерела надають інформацію про участь з'єднань бригади в бойових діях на Донбасі.
29 серпня 2014 року танк Т-64 і кілька БМП-2 під командуванням Павла Півоваренка з 51-ї ОМБр, при виході з оточеного Іловайська, прийняли бій на перехресті між Олександрівкою, Вознесенкою і Горбатенко з формуваннями 21-ї мотострілецької бригади. 2 танки Т-72БА і БМП-2 бригади були знищені під Олександрівкою українськими силами. Ще один танк Т-72БА бригади був знищений західніше с. Кумачове, імовірно внаслідок ракетного удару 19 ракетної бригади ЗСУ по базовому табору 21 ОМСБр в Україні.
Штаб АТО на брифінгу 11 березня 2015 р. заявив що частини 21 ОМСБр діють в районі м. Єнакієве.

### Сирія
З'єднання 21 ОМСБр брали участь у військовій операції РФ в Сирії.

### Повномасштабне російське вторгнення в Україну
З 2022 бригада бере участь у російському нападі на Україну у складі угруповання військ (сил) «Центр».
11 липня 2023 року бригада витіснила українські війська з висот біля річки Жеребець у Луганській області.
З жовтня 2023 року бригада вела наступ у напрямку Кам'янки Ясинуватського району під час боїв за Авдіївку.
Навесні 2024 року на базі бригади була знову розгорнута 27-ма мотострілецька дивізія.

## Склад

### 2000
- 81-й гвардійський мотострілецький полк (Самара): 30 Т-72; 131 БМП (126 БМП-1, 5 БРМ-1К); 25 — 2СЗ «Акація»; 7 БМП-1КШ, 1 ПРП-3, 1 ПРП-4, 3 ПУ-12; 2162 чол.;
- 433-й мотострілецький полк (Тоцьке)
- 506-й гвардійський мотострілецький полк
- 152-й танковий полк
- 268-й гвардійський артилерійський полк
- 838-й зенітний ракетний полк
- 1017-й окремий протитанковий дивізіон
- 907-й окремий розвідувальний батальйон[17]

### 2016
- Управління[18],
- 2 мотострілецькі батальйони,
- 2 танкові батальйони,
- розвідувальний батальйон,
- інженерно-саперний батальйон,
- батальйон управління,
- батальйон матеріально-технічного забезпечення,
- 2 гаубичних самохідно-артилерійських дивізіони,
- зенітний ракетно-артилерійський дивізіон,
- реактивна батарея,
- протитанкова батарея,
- снайперська рота,
- рота БПЛА,
- рота РХБЗ,
- рота РЕБ,
- комендантська рота,
- медична рота,
- рота забезпечення навчального процесу,
- полігон,
- оркестр.

### 2024
Дані Машовця:
- 433-й мотострілецький полк
- 506-й мотострілецький полк
- 589-й мотострілецький полк
- 268-й самохідний артилерійський полк
- 1107-й окремий протитанковий артилерійський дивізіон
- 838-й окремий зенітний ракетний дивізіон
- 907-й окремий розвідувальний батальйон
- 1614-й окремий інженерно-саперний батальйон
- батальйон радіоелектронної боротьби
- 834-й окремий батальйон зв'язку
- 140-й окремий батальйон матеріального забезпечення
- 341-й окремий медичний батальйон
- окрема рота БПЛА

## Озброєння

### 2009—2024
- 84 Т-72Б3/БА
- 132 БМП-2,
- 12 САО 2С34 «Хоста»,
- 33 МТ-ЛБ
- 36 2С19 «Мста-С» (18 «Мста-С» і 18 «Мста-СМ»),
- 12 9П149 «Штурм-С»,
- 12 БМ ЗРК" Тор-М1,
- 6 «Стріла-10»,
- 8 ЗПРК «Тунгуска»,
- 27 ПЗРК «Голка»,[18]
- 18 2С12 «Сані»
- 12 МТ-12 «Рапіра»
- 4 БРДМ-2
- 12 9А33БМ2 «Оса»

## Командири
- 2012—2014 роки — Єршов Владислав Миколайович, полковник, з 2013 — генерал-майор.

## Втрати
З відкритих джерел відомо про деякі втрати 21 ОМСБр-27 МСД:
- 2 загиблих у боях на Донбасі 2014 року
- 3 загиблих у Сирії 2017-18 року
- 25 загиблих у повномасштабному вторгненні Росії в Україну 2022 року